# Aleksander Linowski
Aleksander Linowski herbu Pomian (ur. ok. 1759 w Kobylnikach, zm. 19 października 1820 w Warszawie) – szambelan króla Stanisława Augusta Poniatowskiego w 1782 roku, członek Rady Generalnej Konfederacji Generalnej Królestwa Polskiego w 1812 roku, radca Rady Stanu Księstwa Warszawskiego w 1811 roku, członek Izby Najwyższej Wojennej i Administracji Publicznej w 1806 roku, działacz, pisarz polityczny, publicysta i mówca. Dyrektor generalny policji i poczty, komisarz, radca stanu, referendarz rady stanu, sędzia.

## Życiorys
Urodził się około roku 1759 jako syn Prokopa, łowczego kruszwickiego i wojskiego nowokorczyńskiego i Tekli z Miruckich. W roku 1771 wpisany został do Akademii Krakowskiej. Poseł na sejm 1782 roku z województwa krakowskiego. W roku 1784 był posłem krakowskim na sejm. Wkrótce objął stanowisko nadwornego podkomorzego królewskiego, a nieco później wszedł do stronnictwa dworskiego.
W 1790 roku posłował na Sejm Czteroletni z województwa krakowskiego, zwolennik reform i Konstytucji 3 maja, współpracownik Kołłątaja. 2 maja 1791 roku podpisał asekurację, w której zobowiązał się do popierania projektu Ustawy Rządowej. Był członkiem sprzysiężenia, przygotowującego wybuch insurekcji kościuszkowskiej.
Osobiście (pod dyktando króla) spisał polską wersję projektu Reformy Konstytucji.

## Twórczość

### Ważniejsze mowy i pisma
- Głos... miany na sejmikach poselskich dnia 19 Augusti, roku 1788 w Proszowicach, Kraków (1788)
- Głos... względem wniesionej przysięgi dnia 23 grudnia r. 1790 miany, brak miejsca i roku wydania, rękopis: Archiwum Główne Akt Dawnych (Archiwum Wilanowskie, sygn. 967)
- Głos... z okoliczności miast koronnych i litewskich, na sesji sejmowej d. 14 mca kwietnia r. 1791 miany, brak miejsca wydania 1791
- Przymówienie się... naprzeciw projektowi JW. Czerniechowskiego na sesji sejmowej dnia 7 listopada r. 1791, brak miejsca wydania (1791)
- Głos na sesji 19 paźdź. miany, brak miejsca i roku wydania (XVIII w.)
- Doniesienie pilne współobywatelom z Warszawy, brak miejsca i roku wydania (XVIII w.), wyd. anonimowe
- List do przyjaciela, odkrywający wszystkie czynności Kołłątaja w ciągu insurekcji, pisany roku 1795 (Kraków 1795, dwa wydania), wyd. następne: Kołłątaj w rewolucji kościuszkowskiej, Leszno 1846; wyd. 3: List do przyjaciela, Wrocław 1846, „Przedruk Rzadszych Materiałów do Historii Polski od r. 1750” nr 1
- Mowa, wyd. w: Zbiór pism tyczących się powstania Królestwa Polskiego Nr 1, Kraków 1812
- Mowa... przy oddaniu onemuż ciała J. O. Ks. Józefa Poniatowskiego, ministra wojny i naczelnego wodza wojsk polskich, jako egzekutora testamentu, przez J. W. Sokolnickiego, jenerała dywizji i kawalera orderów wojskowych, z Lipska do Warszawy przywiezionego d. 9 września 1814 r., brak miejsca wydania (1814)
- Mowa na pogrzebie i obchodzie żałobnym ś. p. hr. Tomasza Ostrowskiego, wojewody, prezesa senatu Królestwa Polskiego, Warszawa 1817.

Linowski napisał ponadto (według K. Koźmiana): Akt powstania Kościuszki, Manifest do obcych dworów i pierwsze Proklamacje do narodu. W rękopisie Biblioteki Czartoryskich, sygn. 3956, s. 229–232 znajduje się wiersz podpisany nazwiskiem Linowskiego: Herbata z winem (inc.: Na balu w przemyskiej ziemi...).

### Listy i materiały
- Do Stanisława Augusta z różnych lat, rękopisy: Archiwum Główne Akt Dawnych (Zbiór Popielów, vol. 184); Biblioteka Czartoryskich, sygn. 697, 728, 732, 929; Biblioteka PAN Kraków, sygn. 2680; fascimile fragm. listu z 2 stycznia 1792 ogł. E. Rostworowski: Legendy i fakty XVIII w., Warszawa 1963, s. 353
- Podanie do króla z roku 1793 i brulion odpowiedzi królewskiej, rękopis: Biblioteka PAN Kraków, sygn. 7 (A)
- Do A. B. Batowskiego z roku 1807, rękopis: Biblioteka PAN Kraków, sygn. 2049, k. 138-139
- Do A. Horodyskiego, rękopis: Biblioteka PAN Kraków, sygn. 163
- Do S. Staszica (brak daty), rękopis: Biblioteka Narodowa, sygn. II 3066 (przejściowo 4001)
- Od J. U. Niemcewicza z 17 czerwca 1797 (z dopiskiem T. Kościuszki), „Kurier Warszawski” 1914, nr 46; także „Kurier Lwowski” 1914, nr 56
- „Reforma Konstytucji” pisana ręką Linowskiego, rękopis: Archiwum Główne Akt Dawnych (Archiwum Wilanowskie, sygn. 98, s. 785–810); fascimile fragmentu ogł. E. Rostworowski: Legendy i fakty XVIII w., Warszawa 1963, s. 352.

## Upamiętnienie
Jest jedną z postaci obrazu Matejki Konstytucja 3 Maja 1791 roku.